# Liste der Biografien/Phr
Liste der Biografien |
Portal Biografien |
Personensuche
# |
A |
B |
C |
D |
E |
F |
G |
H |
I |
J |
K |
L |
M |
N |
O |
P |
Q |
R |
S |
T |
U |
V |
W |
X |
Y |
Z |
?
 
Pa |
Pc |
Pe |
Pf |
Ph |
Pi |
Pj |
Pk |
Pl |
Pm |
Pn |
Po |
Pr |
Ps |
Pt |
Pu |
Pv |
Pw |
Py
 
Pha |
Phe |
Phi |
Phl |
Pho |
Phr |
Phu |
Phy
Die Liste der Biografien führt alle Personen auf, die in der deutschsprachigen Wikipedia einen Artikel haben. Dieses ist eine Teilliste mit 35 Einträgen von Personen, deren Namen mit den Buchstaben „Phr“ beginnt.

## Phr

### Phra
- Phra Mongkol-Thepmuni (1884–1959), thailändischer buddhistischer Mönch
- Phra Nga Sen Sulintara Lusai (1511–1582), König von Lan Chang
- Phra Vo († 1778), Adliger im Königreich Vientiane
- Phraates, Herrscher der Elymais
- Phraates I. († 171 v. Chr.), parthischer König
- Phraates II. († 128 v. Chr.), parthischer König
- Phraates III. († 57 v. Chr.), parthischer König
- Phraates IV. († 2 v. Chr.), König des PartherreichesPhraates IV. († 2 v. Chr.)
- Phraates V., parthischer König

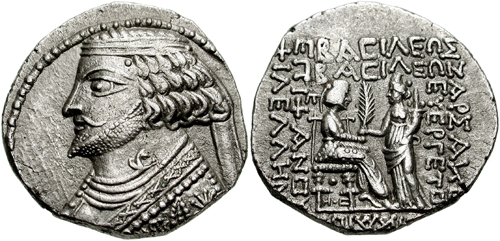
Phraates IV. († 2 v. Chr.)

- Phrachao Suea († 1709), König des Königreichs Ayutthaya
- Phradmon, griechischer Bildhauer
- Phragmén, Lars (1863–1937), schwedischer Mathematiker
- Phraortes († 633 v. Chr.), medischer König
- Phraortes († 521 v. Chr.), medischer Rebellenkönig
- Phrasaortes, Satrap der Persis
- Phrasavath, Thavisouk (* 1964), laotisch-US-amerikanischer Dokumentarfilmer und Filmeditor
- Phrastor, Bürger Athens
- Phrataphernes, Satrap von Parthien
- Phraya Manopakorn Nititada (1884–1948), thailändischer Politiker, Premierminister
- Phraya Phahon Phonphayuhasena (1887–1947), Premierminister von Thailand

### Phre
- PhreQuincy, deutscher Hip-Hop-Produzent

### Phri
- Phriapatios, parthischer König
- Phrixos-Maler, apulischer Vasenmaler

### Phro
- Phromsena, Stephen Boonlert (* 1960), thailändischer Geistlicher, römisch-katholischer Bischof von Ubon Ratchathani

### Phry
- Phrygio, Paul († 1543), reformierter Theologe und Reformator
- Phryne, griechische Hetäre
- Phrynichos, griechischer Dichter, Existenz ungesichert
- Phrynichos, griechischer Sophist
- Phrynichos († 411 v. Chr.), athenischer Stratege und Politiker
- Phrynichos, griechischer Tragiker
- Phrynichos, griechischer Dichter
- Phrynion, Bürger Athens
- Phrynos, griechischer Töpfer
- Phrynos-Maler, attisch-schwarzfiguriger Vasenmaler
- Phryxus, antiker römischer Goldschmied